# 雲林縣虎尾鎮大屯國民小學
雲林縣虎尾鎮大屯國民小學是臺灣雲林縣虎尾鎮的一所縣立國民小學，位在大屯子地區。

## 校史
臺灣日治時期的大正十一年（1922年），臺南州以〈告示64號〉公告設立大屯子公學校，自四月一日起生效，校長由虎尾公學校（今雲林縣虎尾鎮虎尾國民小學）校長金子一二兼任:6。當時假大屯保甲事務所舉行開學典禮，設立初期資源匱乏，學生數少。其後歷任松山茂（1925年－1928年在任）、三島豐滿（1929年－1931年在任）、菊地札右衛門（1932年－1935年在任）、上村祈雄（1936年－1939年在任）:807。1940年，柳原威夫接任校長:807。次年改稱大屯子國民學校:7。1942年由福井人小川博接任校長。
中華民國時期，該校成為一所中型學校。民國35年（1946年），改稱虎尾鎮第三國民學校，次年又改虎尾鎮大屯國民學校。1968年因九年國教實施改稱今名。民國時期首任校長為陳本木。:823